# The Blood-Horse
The Blood-Horse är en nyhetsorganisation med inriktning på galoppsport och avel. Tidningen började som ett nyhetsbrev som gavs ut av Thoroughbred Horse Association. Det publicerades för första gången 1916, på månatlig basis. 1935 köptes verksamheten av American Thoroughbred Breeders Association.
Från 1961 till 2015 ägdes det av Thoroughbred Owners and Breeders Association, en ideell organisation som främjar galoppsport, avel och ägande. 2015 köpte The Jockey Club en majoritetsandel i tidningen. 
The Blood-Horse har sitt huvudkontor i Lexington, Kentucky. ESPN har kallat The Blood-Horse för galoppsportens mest respekterade branschtidning.